# Al-Wehda Club
L'Al-Wehda Club (in arabo: في نادي الوحدة) è una società calcistica saudita di La Mecca. Milita in Prima Divisione, il secondo livello del campionato saudita di calcio.

## Palmarès

### Competizioni nazionali
- Coppa del Re dei Campioni: 2

1957, 1966
- Coppa del Principe della Corona saudita: 1

1959-1960
- Campionato saudita di seconda divisione: 4

1982-1983, 1995-1996, 2002-2003, 2017-2018

### Altri piazzamenti
- Coppa del Re dei Campioni:

Finalista: 1958, 1959, 1960, 1961, 1970, 2022-2023
- Coppa del Principe della Corona saudita:

Semifinalista: 2005-2006
- Supercoppa saudita:

Semifinalista: 2023
- Campionato saudita di seconda divisione:

Secondo posto: 2011-2012, 2014-2015

## Allenatori
- Hassan Sultan (1955-1957)
- Hassan Sultan (1965-1968)
- Raafat Attia (1974-1975)
- Redha Al Sayeh (1976-1977)
- Taha Ismail (1981-1983)
- Abdelmajid Chetali (1983-1985)
- Khaled Al-Jizani (1985)
- Mahmoud Abou-Regaila (1985-1986)
- Jairzinho (1988-1989)
- Mimi Abdelhamid (1989-1990)
- Pavle Dolezar (1995)
- Jean Fernandez (1997)
- Gaúcho (1998-1999)
- Eugen Moldovan (1999-2000)
- Khaled Al-Jizani (ad interim) (10 novembre 1999 - 27 novembre 1999)
- David Roberts (27 novembre 1999 - 30 maggio 2000)
- Dumitru Marcu (13 luglio 2000 - 2 marzo 2001)
- Adel Latrach (2 marzo 2001 - 30 maggio 2001)
- Vantuir (5 luglio 2001 - 14 gennaio 2002)
- Luis Carlos (14 gennaio 2002 - 1º maggio 2002)
- Zoran Đorđević (1º agosto 2002 - 23 ottobre 2002)
- Khalid Al-Koroni (23 ottobre 2002 - 1º giugno 2004)
- Lotfi Benzarti (1º luglio 2004 - 30 giugno 2006)
- Theo Bücker (6 luglio 2006 - 31 maggio 2007)
- Jan Versleijen (2 giugno 2007 - 19 febbraio 2008)
- Khalid Al-Koroni (19 febbraio 2008 - 1º maggio 2008)
- Theo Bücker (1º luglio 2008 - 30 giugno 2009)
- Eurico Gomes (13 agosto 2009 - 30 giugno 2010)
- Jean-Christian Lang (1º luglio 2010 - 23 dicembre 2010)
- Mokhtar Mokhtar (25 dicembre 2010 - 8 maggio 2011)
- Lotfi Benzarti (8 maggio 2011 - 25 maggio 2011)
- Bashir Abdel Samad (26 maggio 2011 - 30 giugno 2011)
- Dragan Cvetković (21 agosto 2011 - 24 novembre 2011)
- Adel Latrach (26 novembre 2011 - 16 febbraio 2012)
- Bashir Abdel Samad (17 febbraio 2012 - 30 agosto 2012)
- Wajdi Essid (15 settembre 2012 - 26 gennaio 2013)
- Khalil Obaid (26 gennaio 2013 - 27 aprile 2013)
- Florin Cioroianu (21 luglio 2013 - 1º ottobre 2013)
- Mohamed Salah (1º ottobre 2013 - 1º marzo 2014)
- Abderrazek Chebbi (1º marzo 2014 - 5 aprile 2014)
- Djamel Menad (7 giugno 2014 - 20 settembre 2014)
- Khalid Al-Koroni (22 settembre 2014 - 28 ottobre 2014)
- Juan Rodríguez (17 novembre 2014 - 30 ottobre 2015)
- Kheïreddine Madoui (novembre 9, 2015 - dicembre 9, 2016)
- Adel Abdel Rahman (dicembre 11, 2016 - maggio 5, 2017)
- Jameel Qassem (1º luglio 2017 - 5 maggio 2018)
- Fábio Carille (22 maggio 2018 - 13 dicembre 2018)
- Mido (17 dicembre 2018 - 19 marzo 2019)
- Juan Brown (20 marzo 2019 - 17 maggio 2019)
- Mario Cvitanović (2 luglio 2019 - 16 settembre 2019)
- José Daniel Carreño (16 settembre 2019 - 19 agosto 2020)
- Essa Al-Mehyani (caretaker) (19 agosto 2020 - 9 settembre 2020)
- Ivo Vieira (10 settembre 2020 - 2 febbraio 2021)
- Mahmoud Al-Hadid (2 febbraio 2021 - 21 marzo 2021)
- Giōrgos Dōnīs (23 marzo 2021 - 31 maggio 2021)
- Habib Ben Romdhane (26 luglio 2021 - 1º giugno 2022)
- Bruno Akrapović (16 giugno 2022 - 20 ottobre 2022)
- José Luis Sierra (20 ottobre 2022 - 30 giugno 2023)
- Giōrgos Dōnīs (11 luglio 2023 - 30 giugno 2024)
- Josef Zinnbauer (24 luglio 2024 - 26 novembre 2024)
- José Daniel Carreño (24 novembre 2024 - oggi)

## Rosa
Rosa aggiornata al 14 febbraio 2025.
| N. |                           | Ruolo | Calciatore           |
| -- | ------------------------- | ----- | -------------------- |
| 1  | Arabia Saudita (bandiera) | P     | Abdullah Al-Owaishir |
| 2  | Arabia Saudita (bandiera) | D     | Radhi Al-Otaibe      |
| 4  | Arabia Saudita (bandiera) | C     | Waleed Bakshween     |
| 5  | Marocco (bandiera)        | D     | Jawad El Yamiq       |
| 6  | Romania (bandiera)        | C     | Alexandru Crețu      |
| 8  | Arabia Saudita (bandiera) | C     | Ala'a Al-Hajji       |
| 9  | Nigeria (bandiera)        | A     | Odion Ighalo         |
| 10 | Curaçao (bandiera)        | C     | Juninho Bacuna       |
| 11 | Iraq (bandiera)           | C     | Youssef Amyn         |
| 13 | Arabia Saudita (bandiera) | D     | Mishal Al-Alaeli     |
| 14 | Arabia Saudita (bandiera) | D     | Bandar Darwish       |
| 15 | Arabia Saudita (bandiera) | C     | Azzam Al Bishi       |
| 16 | Arabia Saudita (bandiera) | C     | Nawaf Al-Azizi       |
| 17 | Arabia Saudita (bandiera) | D     | Abdullah Al-Hafith   |

| N. |                           | Ruolo | Calciatore              |
| -- | ------------------------- | ----- | ----------------------- |
| 18 | Tunisia (bandiera)        | C     | Saad Bguir              |
| 19 | Arabia Saudita (bandiera) | D     | Saad Al-Qahtani         |
| 21 | Arabia Saudita (bandiera) | P     | Abdulrahman Al-Shammari |
| 22 | Arabia Saudita (bandiera) | D     | Ali Makki               |
| 23 | Australia (bandiera)      | C     | Craig Goodwin           |
| 24 | Arabia Saudita (bandiera) | C     | Abdulaziz Noor          |
| 28 | Arabia Saudita (bandiera) | C     | Hussain Al-Eisa         |
| 35 | Marocco (bandiera)        | C     | Mohamed Makahasi        |
| 47 | Arabia Saudita (bandiera) | P     | Ahmed Al-Rashidi        |
| 49 | Arabia Saudita (bandiera) | D     | Ali Al-Salem            |
| 77 | Arabia Saudita (bandiera) | A     | Murad Khadhari          |
| 80 | Arabia Saudita (bandiera) | C     | Yahya Naji              |
|    | Arabia Saudita (bandiera) | C     | Sultan Akouz            |